# Chari

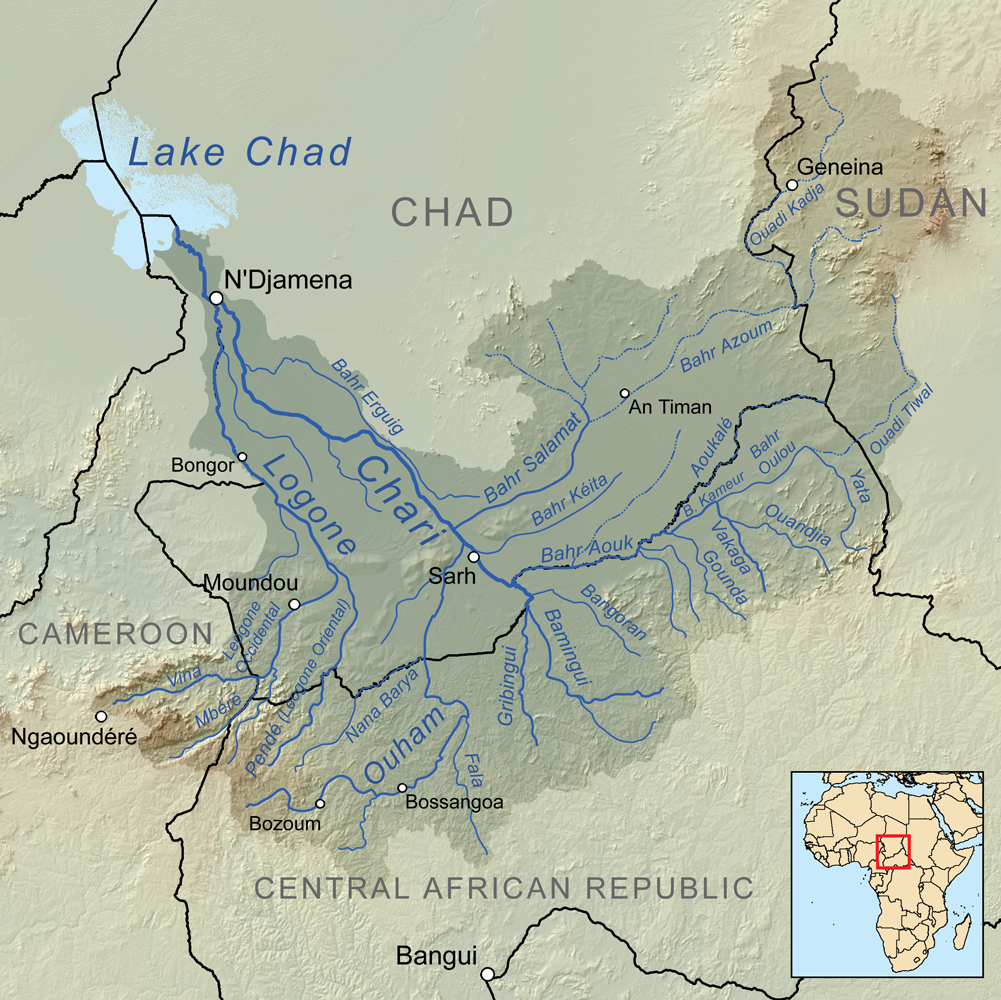
A Chari folyó vízgyűjtő területe

A Chari vagy Shari (arabul شاري – Šārī – Sári) 949 kilométer hosszú folyó Közép-Afrikában. A Közép-afrikai Köztársaságból Csádon át a Csád-tóba ömlik.

## Jellemzői
Csád lakosságának jó része, beleértve Sarh várost és a fővárost (N’Djamena), a folyó körül helyezkedik el. A Chari adja a Csád-tó vizének 90%-át. A folyó vízgyűjtő területe 548 747 km².
Fő mellékfolyója a Logone, a kisebbek a Bahr Salamat, Bahr Sarh, a Bahr Aouk és a Bahr Keïta. 
A folyó jelentős halipart tart el. Az egyik legértékesebb halfajtája a nílusi sügér.